# Ctenus unilineatus
Ctenus unilineatus este o specie de păianjeni din genul Ctenus, familia Ctenidae, descrisă de Simon, 1897. Conform Catalogue of Life specia Ctenus unilineatus nu are subspecii cunoscute.